# Kempton Bunton
Kempton Cannon Bunton (14 juin 1904 - avril 1976 ) était un retraité britannique handicapé et chauffeur de bus au chômage qui a avoué avoir volé le tableau de Francisco Goya Portrait du duc de Wellington de la National Gallery de Londres en 1961. Le vol du tableau a fait l'objet d'une comédie dramatique en 2015 sur la BBC Radio 4 (Kempton and the Duke) et d'un film sorti en 2022 (The Duke).
Selon les Archives nationales, le fils de Bunton, John, a avoué ce même vol en 1969, quatre ans après son père.

## Le cambriolage du portrait du duc de Wellington à la National Gallery

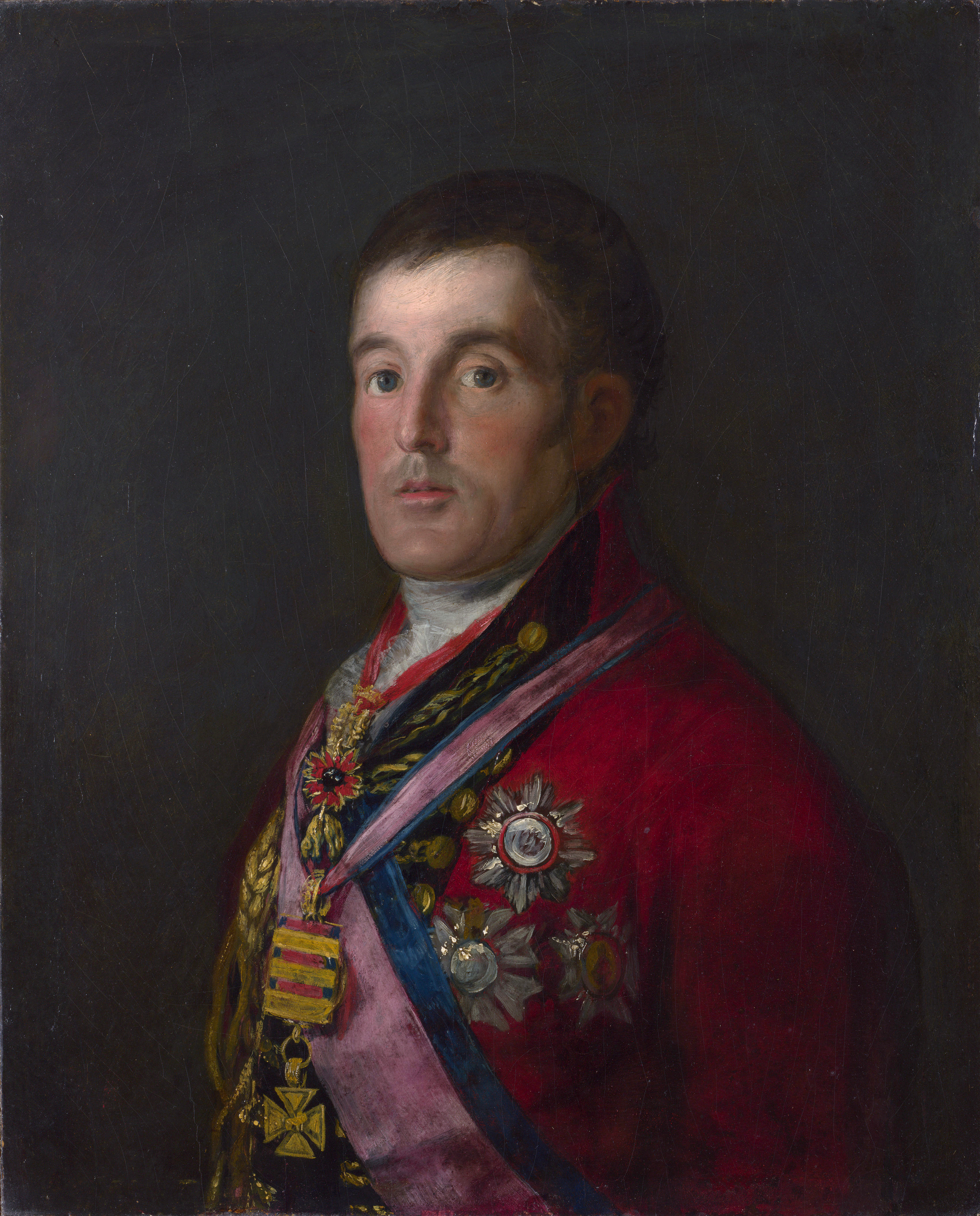
Portrait du duc de Wellington, par Goya (1812-1814), prétendument volé par Bunton

### Motif
Bunton était un chauffeur de bus handicapé à la retraite qui ne gagnait que 8 £ par semaine en 1961 (l'équivalent de 189 £ en 2015). Cette année-là, Charles Bierer Wrightsman, un riche collectionneur d'art américain, voulait acheter le tableau de Goya Portrait du duc de Wellington pour la somme de 140 000 £ (l'équivalent de plus de 3 millions de livres en 2021). Il envisageait de l'emmener aux États-Unis, mais le gouvernement britannique décida d'acheter le tableau, pour la même somme, afin d'empêcher le tableau de quitter la Grande-Bretagne. Cette décision provoqua la colère de Bunton, qui s'opposait fermement à la redevance télévisuelle, estimant que la télévision devrait être accessible gratuitement à tous ceux qui en ont besoin. Il avait fait campagne en faveur de la gratuité des licences de télévision pour les retraités et avait été emprisonné à plusieurs reprises pour avoir refusé de payer sa licence.

### Vol
Selon son propre récit, Bunton avait appris lors de conversations avec les gardiens de la National Gallery que le système de sécurité élaboré composé de détecteurs infrarouges et d'alarmes avait été désactivé tôt le matin pour permettre le nettoyage. Bunton a affirmé que tôt le matin du 21 août 1961, il était parvenu à s'introduire dans le musée par une fenêtre des toilettes dont il avait forcé le loquet pour retirer le tableau encadré de l'exposition et s'était enfui par cette même fenêtre.
Dans un premier temps, la police a supposé qu'un voleur d'art expert était responsable. Quelques jours après le vol, l'agence de presse Reuters reçut une lettre anonyme demandant le versement de 140 000 livres à des associations caritatives ainsi que l'amnistie pour le voleur en échange de la restitution du tableau. Cette requête fut rejetée.

### Retour du tableau et poursuites
En 1965, quatre ans après le vol, Bunton a contacté un journal et a rendu la tableau via une consigne à bagages de la gare de Birmingham New Street. Six semaines plus tard, il s'est également rendu à la police, qui l'a d'abord écarté des suspects, estimant qu'il était peu probable qu'un retraité de 61 ans pesant 110 kg aurait pu commettre le vol. 
Au cours du procès qui a suivi, le jury a reconnu Bunton coupable du vol du cadre du tableau uniquement, car ce dernier n'avait jamais été restitué. L'équipe de défense de Bunton a affirmé avec succès que Bunton n'avait jamais voulu garder le tableau, ce qui signifiait qu'il ne pouvait pas être reconnu coupable de l'avoir volé mais seulement emprunté. Bunton a purgé trois mois de prison.

### Confessions ultérieures, décès
En 1996, la National Gallery a laissé entendre que quelqu'un d'autre aurait pu voler le tableau avant de le donner à Bunton. Son fils John était mentionné. En 2012, grâce à une demande d'accès à l'information, les Archives nationales ont révélé que John Bunton avait avoué le vol lors d'une arrestation en 1969. Il avait expliqué que son père voulait utiliser le tableau pour sa campagne et le rendre ensuite. Lui et son frère avaient reçu l'ordre de se taire pendant le procès. Le directeur des poursuites pénales avait dit à la police que l'aveu de John était insuffisant pour le poursuivre. Il serait aussi difficile d'accuser le père de parjure en se basant sur le témoignage du fils, peu fiable. Aucune autre action n'avait été entreprise.
À la suite de cette affaire, l'article 11 de la loi sur le vol de 1968 a été promulgué, érigeant en infraction le fait de retirer sans autorisation tout objet exposé ou conservé pour être exposé au public.
En 1976, Bunton décède dans l'anonymat le plus total à Newcastle upon Tyne.

## Culture populaire
Le prétendu vol de Bunton et la disparition de l'œuvre de Goya sont entrés dans la culture populaire. Dans le film de James Bond Dr. No de 1962, le tableau est exposé dans l'antre du Dr No. L'acteur principal Sean Connery s'arrête devant lui. L'épisode 6 de la série 2 de The Goodies fait référence à des aspects de l'affaire. En 2015, la comédie dramatique Kempton and the Duke de David Spicer a été diffusée sur BBC Radio 4.
En 2020, l'histoire a été romancée dans le film The Duke, présenté dans les cinémas britanniques le 25 février 2022.

## Voir également
- Vincenzo Peruggia (qui a volé la Joconde)